# إغنيكوكس
إغنيكوكس (بالإنجليزية: Ignicoccus) هو جنس من العتائق (Archaea) المحبة للحرارة المفرطة، وتعيش في البيئات البحرية القاسية، خاصةً في الفتحات الحرارية المائية في أعماق المحيطات. يتميز أفراد هذا الجنس بقدرتهم على البقاء في درجات حرارة مرتفعة جدًا تتجاوز 90 درجة مئوية.

## الاكتشاف
تم اكتشاف هذا الجنس عام 2000 في عينات مأخوذة من سلسلة جبال كولبينسي البحرية الواقعة شمال آيسلندا، وكذلك من منطقة المرتفعات المحيطية الشرقية في المحيط الهادئ، عند الإحداثيات 9 درجات شمالًا و104 درجات غربًا.

## البنية والخصائص
يتميّز إغنيكوكس بامتلاكه لغشاء خلوي خارجي فريد غير موجود في معظم العتائق الأخرى، وهو ما جعله محل اهتمام خاص في علم الأحياء الدقيقة. يحتوي أيضًا على بُنية شبيهة بالفراغ بين الغشاء الداخلي والخارجي، ما يجعل تركيبه أكثر شبهًا بالبكتيريا سالبة الجرام.

## الأنواع المعروفة
من الأنواع المصنفة ضمن هذا الجنس:
- Ignicoccus hospitalis: أكثر الأنواع دراسةً، ويُعد مضيفًا للبكتيريا العتائقية Nanoarchaeum equitans.
- Ignicoccus islandicus: اكتُشف في شمال المحيط الأطلسي.
- Ignicoccus pacificus: عُزل من أعماق المحيط الهادئ.

## التعايش الحيوي
Ignicoccus hospitalis هو الكائن المضيف الوحيد المعروف للميكروب العتائقي المتطفل Nanoarchaeum equitans، الذي يعيش ملتصقًا بغشاءه الخارجي ويتشارك معه في بعض العمليات الحيوية. هذا التفاعل يُعد مثالًا نادرًا للتطفل داخل نطاق العتائق.

## الأهمية العلمية
نظرًا لبنيته الفريدة وقدرته على تحمل البيئات القصوى، يُعتبر إغنيكوكس نموذجًا مهمًا لدراسة الحياة في البيئات القاسية، كما يُستخدم في أبحاث تطور الخلايا الأولية والنظم البيئية الميكروبية في أعماق المحيطات.